# José Bragato
José Bragato (Giuseppe Bragato, * 12. Oktober 1915 in Udine; † 18. Juli 2017 in Buenos Aires) war ein argentinischer Tangomusiker, Cellist, Pianist, Arrangeur und Komponist.

## Leben und Wirken
Bragato entstammte einer italienischen Musikerfamilie, mit der er 1928 nach Buenos Aires kam. Dort studierte er am Conservatorio Nacional de Música Manuel de Falla. 1946 erhielt er als Gewinner eines internationalen Wettbewerbs die Stelle eines Solocellisten im Orquesta Filarmónica de Buenos Aires, zugleich wurde er bis 1968 Solocellist des Orchesters des Teatro Colón. Als Kammermusiker gehörte er dem Buenos Aires Quartet und in seinen letzten Jahren dem Cuarteto Pessina an.
Auf dem Gebiet der Tangomusik etablierte Bragato das Cello als vollwertiges Melodieinstrument neben der Geige. Er gehörte u. a. dem Orquesta Francini-Pontier an und spielte für Plattenaufnahmen in den Ensembles Aníbal Troilos, Atilio Stampones, Osvaldo Fresedos und anderer. 1954 wurde er Mitglied im Octeto Buenos Aires Astor Piazzollas. Beide verband fortan eine lebenslange Freundschaft. Daneben war er Mitbegründer des Orchesters des Senders Canal 13 und gehörte dem Primer Cuarteto de Cámara del Tango Leo Lipeskers an.
Von 1976 bis 1982 lebte Bragato während der argentinischen Militärdiktatur im Exil in Brasilien. Dort gehörte er dem Orchester der Stadt Porto Alegre an und spielte in Kammermusikensembles der Universidade Federal do Rio Grande do Norte in Natal, die ihn mit einem Ehrendoktortitel auszeichnete. Im Alter von 80 Jahren spielte er bei Radio City in New York als Mitglied der Gruppe von Atilio Stampone, die den Choreographen Julio Bocca begleitete. Seinen letzten Auftritt als Cellist hatte er 81-jährig im Orquesta de Tango Juan de Dios Filibertos unter der Leitung Osvaldo Piros.
Mehr als vierzehn Jahre leitete Bragato das Archiv für Kammermusik und Popularmusik der Sociedad Argentina de Autores y Compositores de Música (SADAIC) und sorgte in dieser Funktion für die Verbreitung der Musik argentinischer Komponisten. Er publizierte Folkmusik aus Argentinien und Paraguay und veröffentlichte u. a. Guaranias mit Mauricio Cardozo Ocampo und Augusto Roa Bastos. Kompositionen Bragatos wie Graciela y Buenos Aires, Malambo und Tres movimientos porteños wurden an deutschen Hochschulen in das Repertoire für die Celloausbildung aufgenommen. Die SADAIC zeichnete ihn 1999 für sein Lebenswerk mit dem Francisco-Canaro-Preis aus, die Stadt Buenos Aires verlieh ihm für seine Verdienste um die Verbreitung der nationalen Musikkultur den Premio Mérito a la Trayectoria.